# Prinsessan och piraten
Prinsessan och piraten är en amerikansk komedifilm från 1944 i regi av David Butler. Bob Hope gör filmens huvudroll som en feg skådespelare som tillsammans med en prinsessa (Virginia Mayo) tas tillfånga av pirater.

## Rollista
- Bob Hope - Sylvester
- Virginia Mayo - Margaret
- Walter Brennan - Featherhead
- Walter Slezak - La Roche
- Victor McLaglen - Hook
- Marc Lawrence - Pedro
- Hugo Haas - "Bucket of Blood"
- Maude Eburne - hyresvärd
- Brandon Hurst - Mr. Pelly
- Tom Kennedy - Alonzo
- Stanley Andrews - kapten på Mary Anne
- Robert Warwick - kungen
- Bing Crosby - Margarets pojkvän (ej krediterad, cameo)